# Nicholas Braun

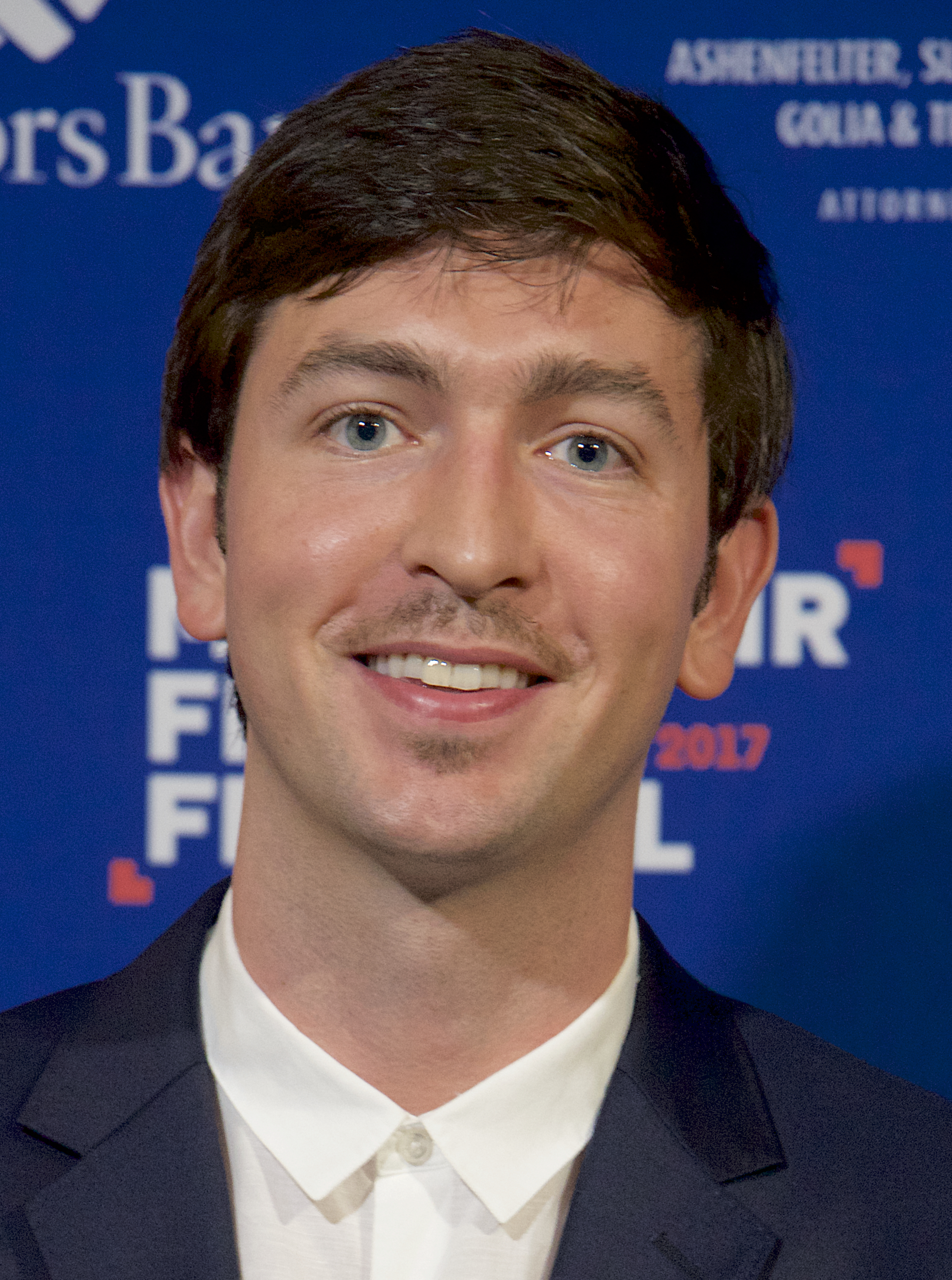
Nicholas Braun (2017)

Nicholas Joseph Braun (* 1. Mai 1988 auf Long Island, New York) ist ein US-amerikanischer Schauspieler.

## Karriere
Nicholas Braun gab 2001 sein Schauspieldebüt in der Rolle des Henry im Fernsehfilm Walter and Henry. Im Disney-Film Sky High – Diese Highschool hebt ab! verkörperte er Zachary „Zach“ Braun. Im Disney Channel Original Movie Minutemen – Schüler auf Zeitreise spielte er die Rolle des Zeke Thompson. Im Disney-Channel-Fernsehfilm Prinzessinnen Schutzprogramm besetzte er die Rolle des Edwin. 2009 war er in einer Episode der Fernsehserie The Secret Life of the American Teenager in der Rolle des Randy zu sehen. Im Action-Horror-Thriller Red State spielte er neben Michael Parks, John Goodman, Melissa Leo und Kevin Pollak die Rolle des Billy Ray.

## Filmografie (Auswahl)
- 2001: Walter and Henry (Fernsehfilm)
- 2002: Law & Order: Special Victims Unit (Fernsehserie, Episode 3x17)
- 2004: Bring mich heim (Carry Me Home, Fernsehfilm)
- 2005: Sky High – Diese Highschool hebt ab! (Sky High)
- 2006: Without a Trace – Spurlos verschwunden (Without a Trace, Fernsehserie, Episode 5x11)
- 2007: Shark (Fernsehserie, Episode 1x13)
- 2008: Minutemen – Schüler auf Zeitreise (Minutemen, Fernsehfilm)
- 2008: Cold Case – Kein Opfer ist je vergessen (Cold Case, Fernsehserie, Episode 6x05)
- 2009: Love at First Hiccup
- 2009: The Secret Life of the American Teenager (The Secret Life of the American Teenager, Fernsehserie, Episode 1x19)
- 2009: Prinzessinnen Schutzprogramm (Princess Protection Program, Fernsehfilm)
- 2009–2010: 10 Dinge, die ich an dir hasse (10 Things I Hate About You, Fernsehserie, 20 Episoden)
- 2011: Brave New World (Fernsehfilm)
- 2011: Red State
- 2011: Powder Girl (Chalet Girl)
- 2011: CSI: Den Tätern auf der Spur (CSI: Crime Scene Investigation, Fernsehserie, Episode 11x18)
- 2011: Prom – Die Nacht deines Lebens (Prom)
- 2012: The Watch – Nachbarn der 3. Art (The Watch)
- 2012: Vielleicht lieber morgen (The Perks of Being a Wallflower)
- 2014: Reine Männersache (Date and Switch, Fernsehfilm)
- 2015: Poltergeist
- 2015: The Stanford Prison Experiment
- 2015: Freaks of Nature
- 2016: How to Be Single
- 2016: Good Kids
- 2018–2023: Succession (Fernsehserie)
- 2020: Zola
- 2020: The Big Ugly
- 2024: Saturday Night
- 2025: Splitsville